# Söder-Tennustjärnen
Söder-Tennustjärnen är en sjö i Älvdalens kommun i Dalarna och ingår i Dalälvens huvudavrinningsområde.